# Mesijanski Židovi
Mesijanski Židovi, skupina su Židova koji su prihvatili Isusa Krista za spasitelja, a mnogi i za Sina Božjega tj. Boga.
Mnogi Mesijanski Židovi ujedno su i etnički Židovi.
U SAD-u su okupljeni u Američki savez Mesijanskih Židova.

## Vanjske poveznice
- Riječ Života – Wendy Griffith: »Mesijanski Židovi« (2008.)
- Eferrit.com – Jack Zavada: »Uvjerenja i prakse mesijanskih Židova«